# (2446) Луначарский
(2446) Луначарский (лат. Lunacharsky) — типичный астероид главного пояса, открыт 14 октября 1971 года советским астрономом Людмилой Черных в Крымской астрофизической обсерватории и 28 марта 1983 года назван в честь советского государственного деятеля, писателя, критика и искусствоведа Анатолия Луначарского.

## Обнаружение и именование
(2446) Луначарский
Открыт 14 октября 1971 года в Научном Л. И. Черных.
Назван в память о советском государственном деятеле, писателе, литературном и художественном критике Анатолии Васильевиче Луначарском (1875—1933).
Оригинальный текст (англ.)2446 Lunacharsky
Discovered 1971-10-14 by Chernykh, L. at Nauchnyj.
Named in memory of Anatolij Vasil'evich Lunacharskij (1875—1933), Soviet statesman, writer and literary and art critic.
Источники: DISCOVERY.DB; M.P.C. 7784.

## Орбита

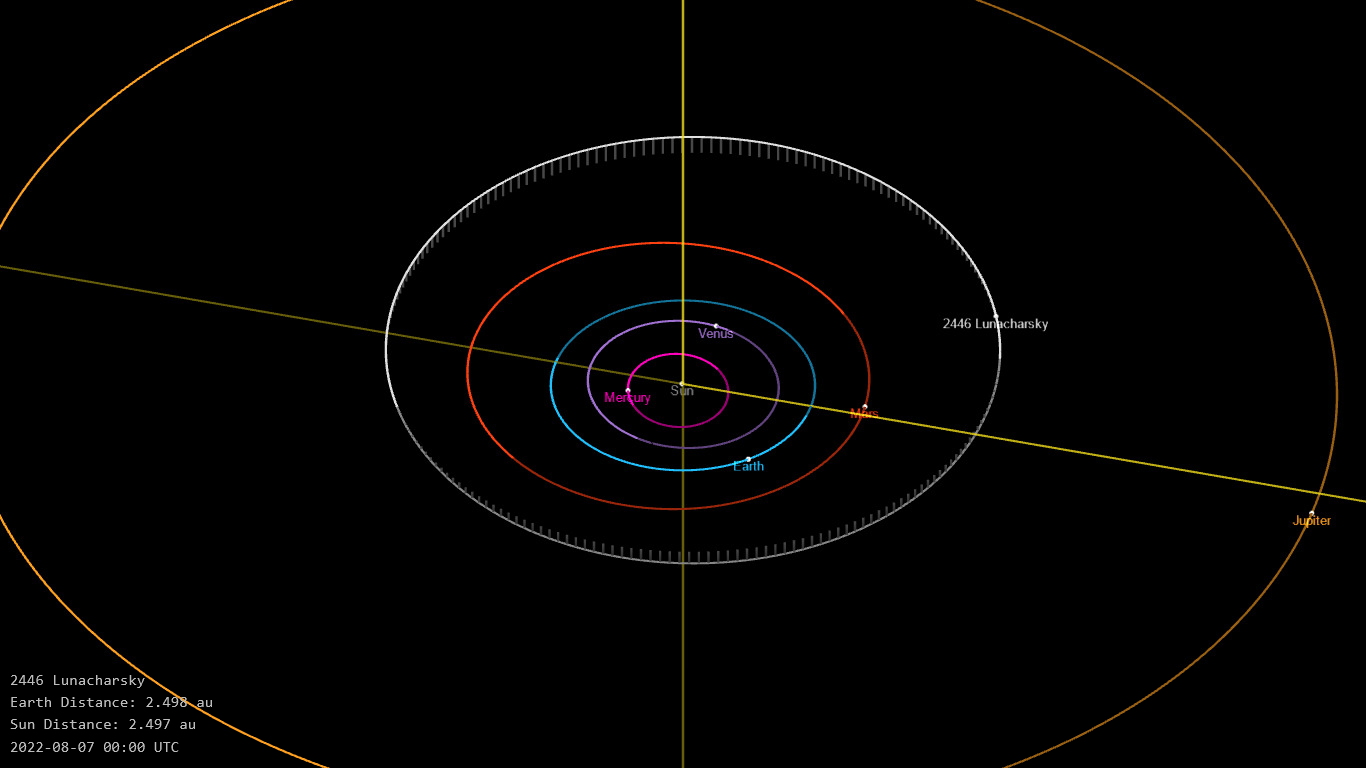
Орбита астероида Луначарский и его положение в Солнечной системе

## Физические характеристики
Из результатов второго этапа спектроскопической съёмки малых астероидов главного пояса (Small Main-belt Asteroid Spectroscopic Survey, SMASSII) следует, что астероид относится к таксономическому классу B.
По результатам наблюдений в видимом и ближнем инфракрасном диапазоне космического телескопа NEOWISE и наблюдений в инфракрасном диапазоне спутника Akari диаметр астероида сначала оценивался равным 15,294±0,069 км, позже — 13,01±0,25 км, 13,0±1,0 км, 10,33±3,44 км, 13,5±1,4 км, 9,63±3,00 км, 14,798±0,157 км, 9,92±1,99 км, 9,72±2,95 км и 8,72±2,74 км. Согласно тем же источникам альбедо оценивается как 0,0325±0,0034, 0,076±0,003, 0,07±0,01, 0,09±0,05, 0,07±0,01, 0,09±0,06, 0,077±0,018, 0,072±0,039, 0,084±0,070 и 0,108±0,078.